# Skrunda
 Skrunda est une ville de la région de Kurzeme en Lettonie. Elle est située près de la route A9 et la ligne du chemin de fer Jelgava—Liepāja. Elle compte 2 468 habitants pour une superficie de 7,912 km2. Jusqu'à la réforme territoriale du 2009, la commune faisait partie du district de Kuldīga (Kuldīgas rajons). Aujourd'hui, c'est le centre administratif de Skrundas novads.

## Histoire
L'endroit apparaît dans les écrits historiques en 1253. En 1368, sur la rive gauche de la Venta est érigé le château de Skrunda appartenant à l'ordre de Livonie qui, par la suite, sera partiellement détruit pendant la grande guerre du Nord.
Dans les années 1920, la commune se développe autour du domaine Schrunden. En 1925, on attribue à Skrunda le statut de localité d'habitation dense (en letton : biezi apdzīvota vieta), selon les critères d'appellation d'avant guerre en Lettonie. Après la construction de la ligne de chemin de fer Glūda—Liepāja en 1929, son développement s'accélère. En 1935, on y compte près de 50 petits commerces et entreprises, plusieurs scieries et un moulin à eau. En 1950, Skrunda acquiert le statut de commune urbaine. De 1950 à 1990, c'est le centre administratif du rajons du même nom. En 1969, s'y installe une filiale de l'usine Valsts Elektrotehniskā Fabrika.
Skrunda obtient le statut de ville en 1996.
L’église évangélique luthérienne de Skrunda est mentionnée dans les documents historiques dès 1567. Pendant la Grande guerre du Nord, en 1711, le premier bâtiment est détruit par l'armée suédoise. Les messes se déroulent dans la chapelle en bois pendant les travaux de reconstruction qui débutent en 1750. Son orgue est fabriqué en 1868 par K. A. Hermanis, venu de Liepāja. En 1899, est installé le nouveau clocher qui sert encore aujourd'hui. Pendant la Première Guerre mondiale, l'église est transformée en écurie. L'édifice est entièrement rénové en 1995. L'orgue est restauré en 1999 par les artisans de Ugāle.

## Jumelage
- Põltsamaa (Estonie) depuis 2005
- Saint-Brice-en-Coglès (France) depuis 2006
- Dingzhou (Chine) depuis 2007

## Skrunda-1
Skrunda est surtout connue par sa proximité de l'ancienne ville secrète soviétique Skrunda-1, qui abritait deux installations radar majeures pendant la guerre froide. Skrunda-1 est une ville fantôme depuis que les derniers résidents l'ont abandonnée en 1998. Quand l'URSS construisait des installations secrètes, le nom du lieu n'apparaissait pas sur les cartes et on y faisait référence par le nom de ville la plus proche suivi d'un chiffre (le plus souvent 1).